# Raphitoma volutella
Raphitoma volutella é uma espécie de gastrópode do gênero Raphitoma, pertencente a família Raphitomidae.